# عمارت بادگیر

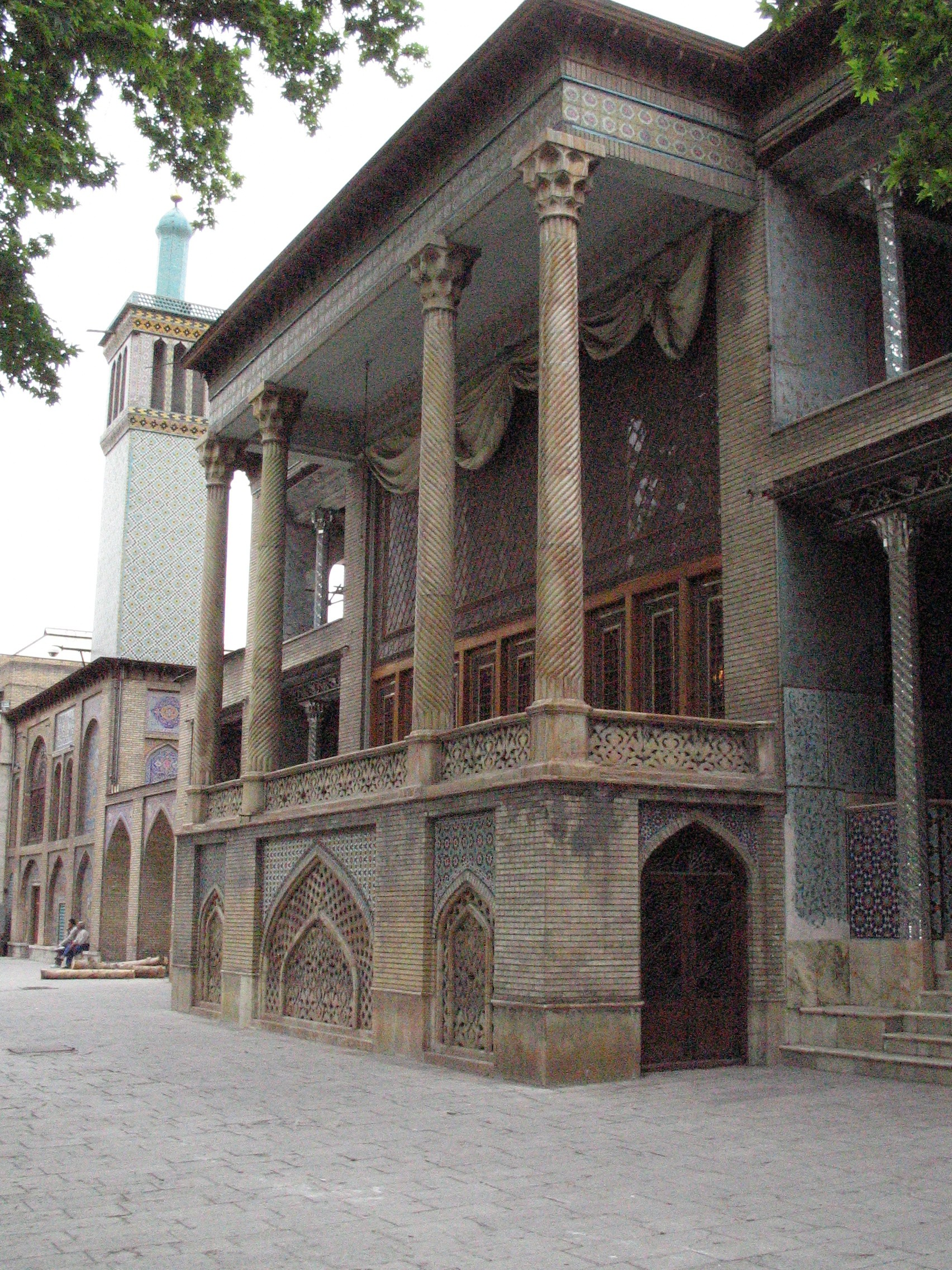
عمارت بادگیر

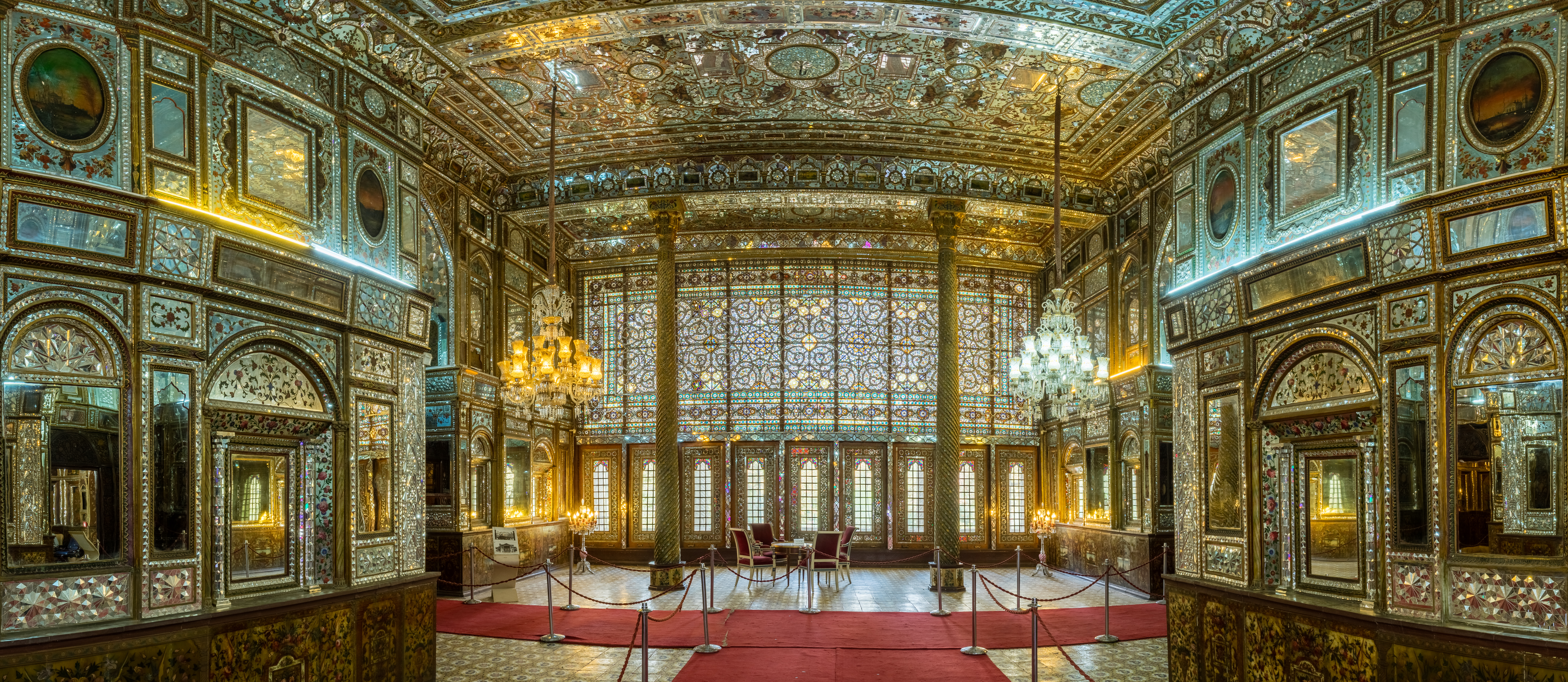
نمایی از تالار اصلی عمارت بادگیر در کاخ گلستان

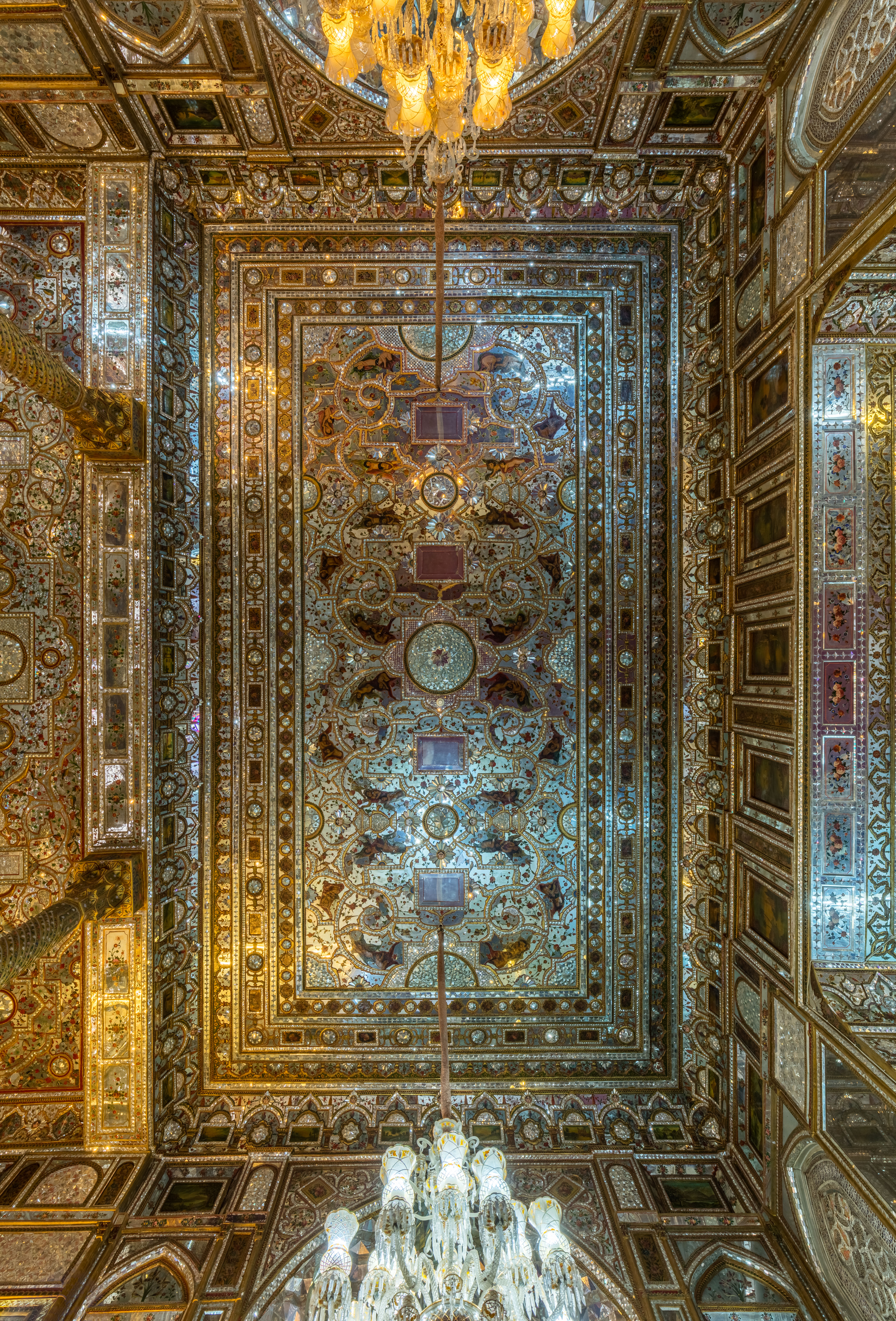
سقف تالار عمارت بادگیر در کاخ گلستان

عمارت بادگیر در کاخ گلستان میدان ارک تهران واقع شده‌است. بین سال‌های ۱۲۲۰ و ۱۲۶۰ به دستور فتحعلی شاه قاجار ساخته شد. مظفرالدین‌شاه قاجار در «عمارت بادگیر» کاخ گلستان تاجگذاری کرد.

## مشخصات عمارت
نام این بنا برگرفته از بادگیر بلند این ساختمان است.
این عمارت به‌طور کامل به دستور ناصرالدین شاه بازسازی شد. پلان تالار اصلی این عمارت به صورت صلیبی بوده و این تالار با ارسی بسیار وسیع و زیبا به همراه تزئینات آیینه کاری و گچ بری آراسته شده‌است. برج‌های بادگیر تنها بادگیرهای تزئین شده با معرق در ایران می‌باشند.
در زیر عمارت بادگیر یک اتاق تابستانی بزرگ قرار داشته که با جریان باد چهار برج بادگیر و با کمک حوضخانهٔ میانی که آب قنات شاهی در آن جاری بود، خنک می‌شد. در حال حاضر، جریان آب به علت احداث مترو قطع گردیده‌است و از بادگیرها به صورت قبلی استفاده نمی‌شود.

## جلسات
جلسات هیئت وزرا غالباً در عمارت بادگیر تشکیل می‌شد که اعضای آن نیز از در شمس العماره که در به نسبه بزرگی بود رفت و آمد می‌کردند و به در هیئت وزرا مشهور شده بود و اتومبیل رئیس الوزرا که تنها اتومبیل آن هیئت و ماشین کالسکه‌ای هفت نفره سیاهی بود جلو در توقف می‌نمود.

## نگارخانه

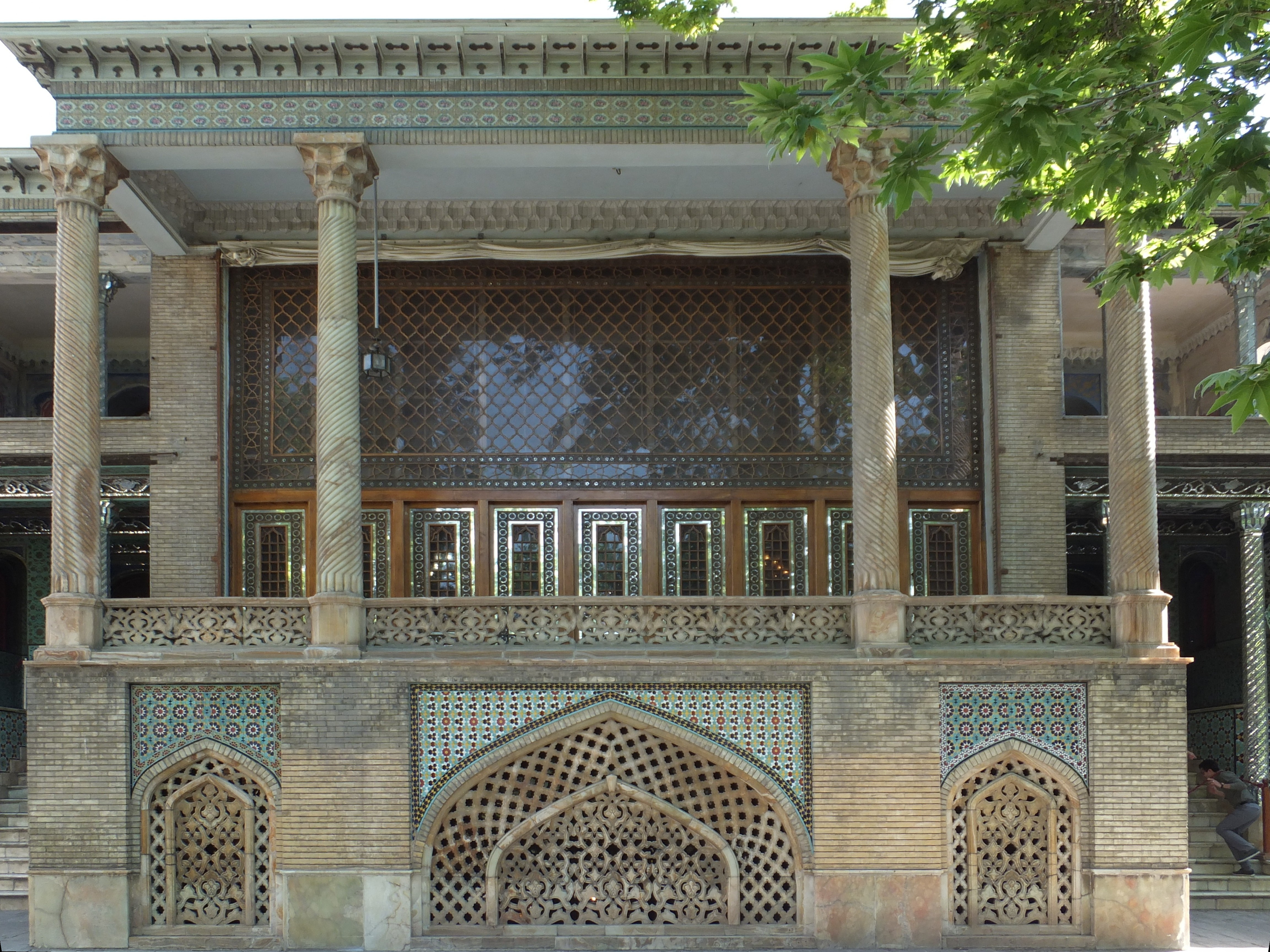
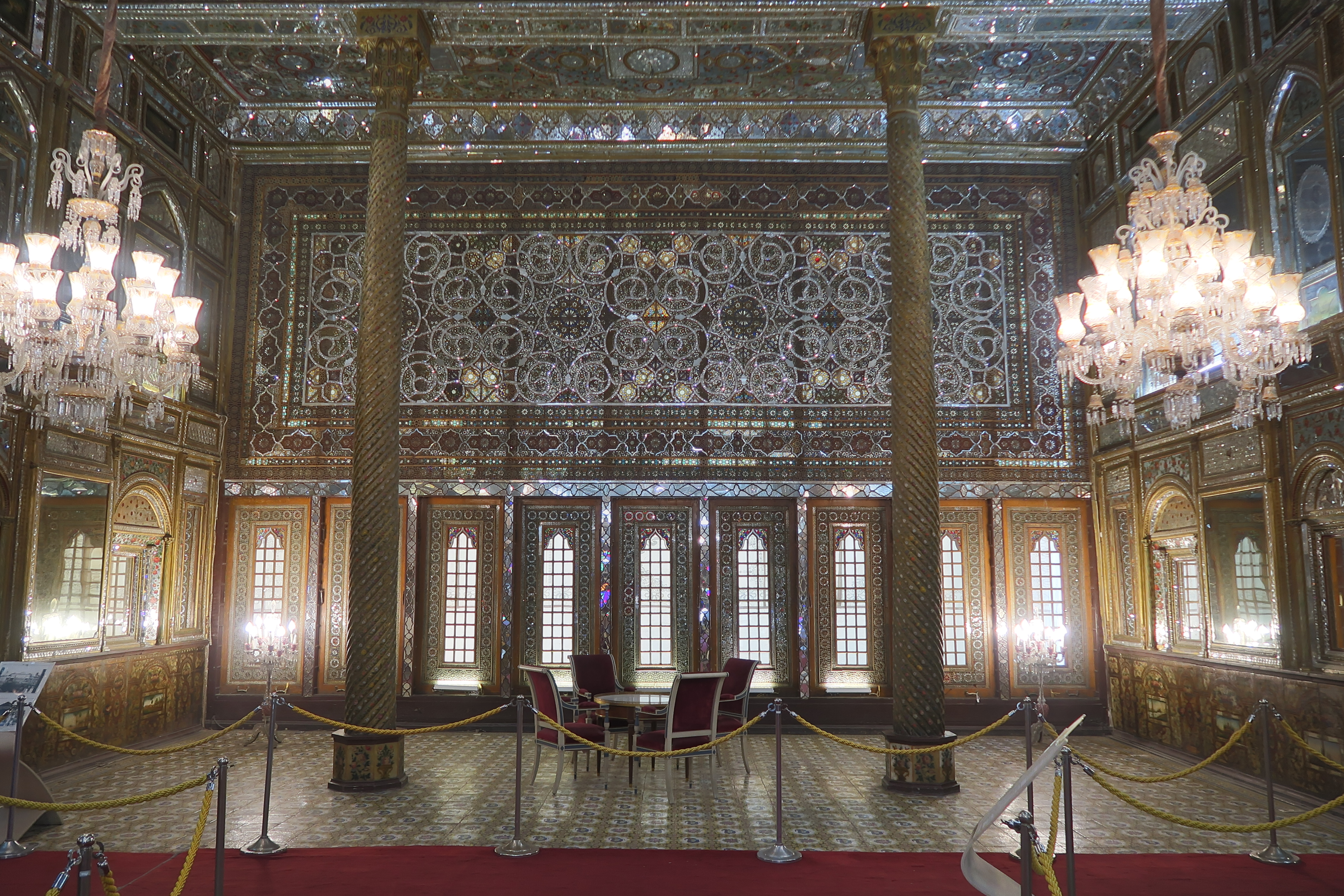
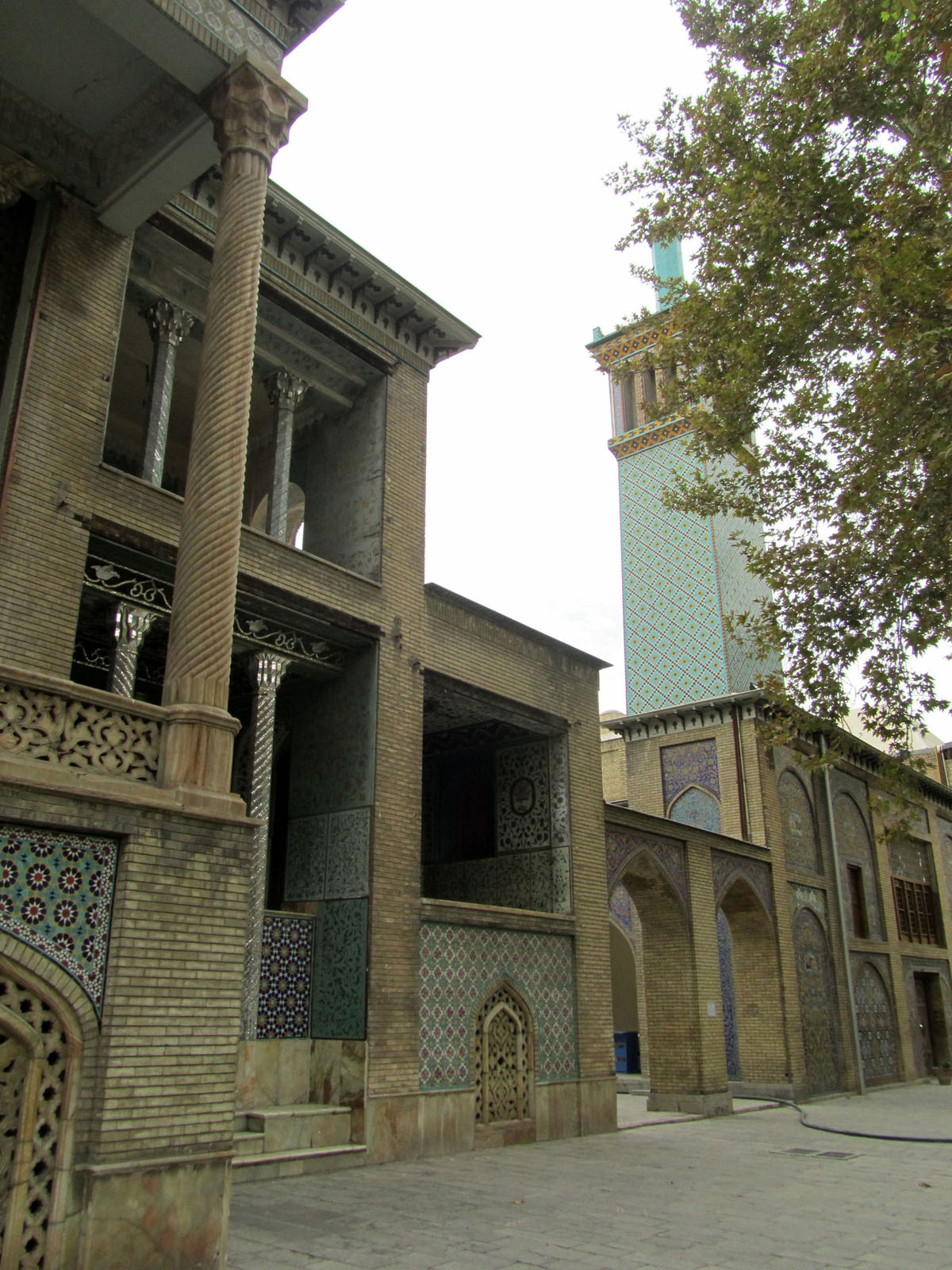
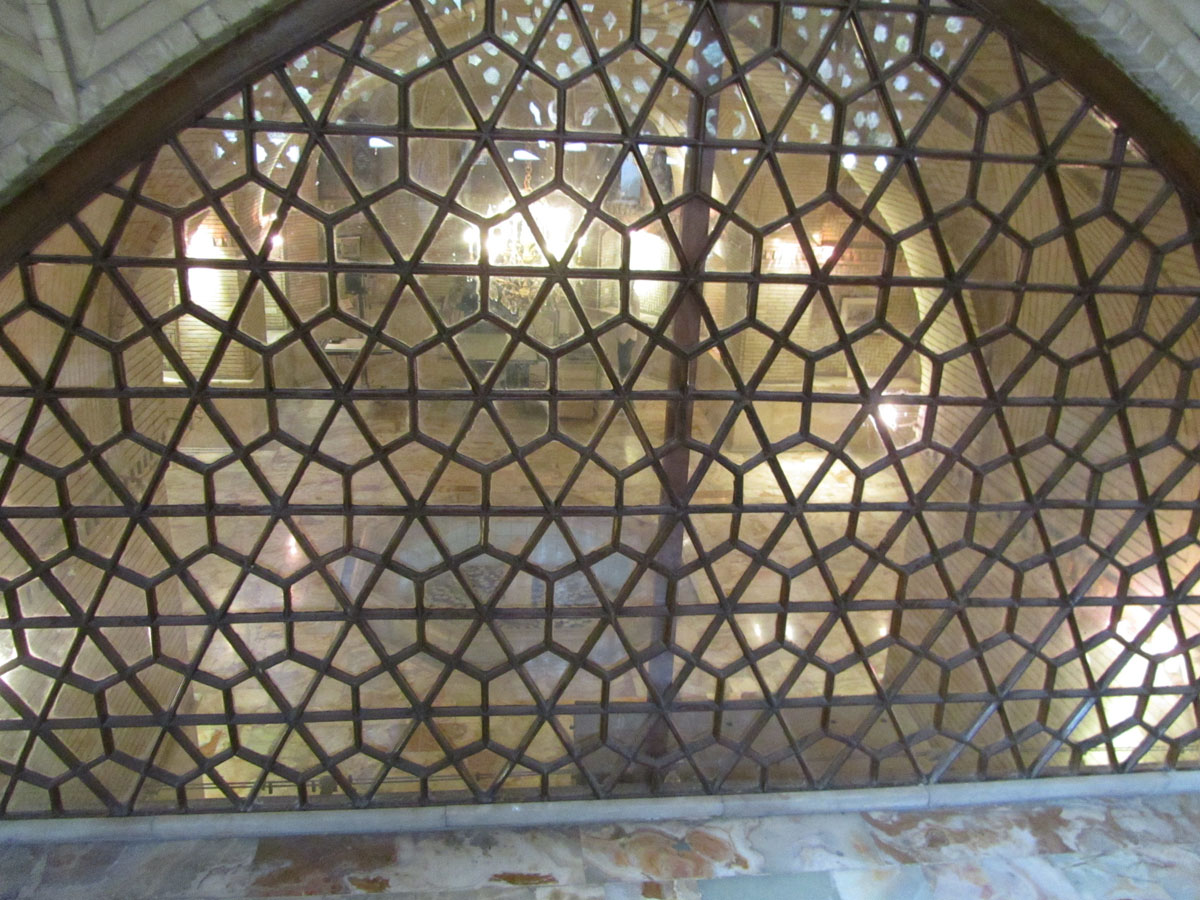
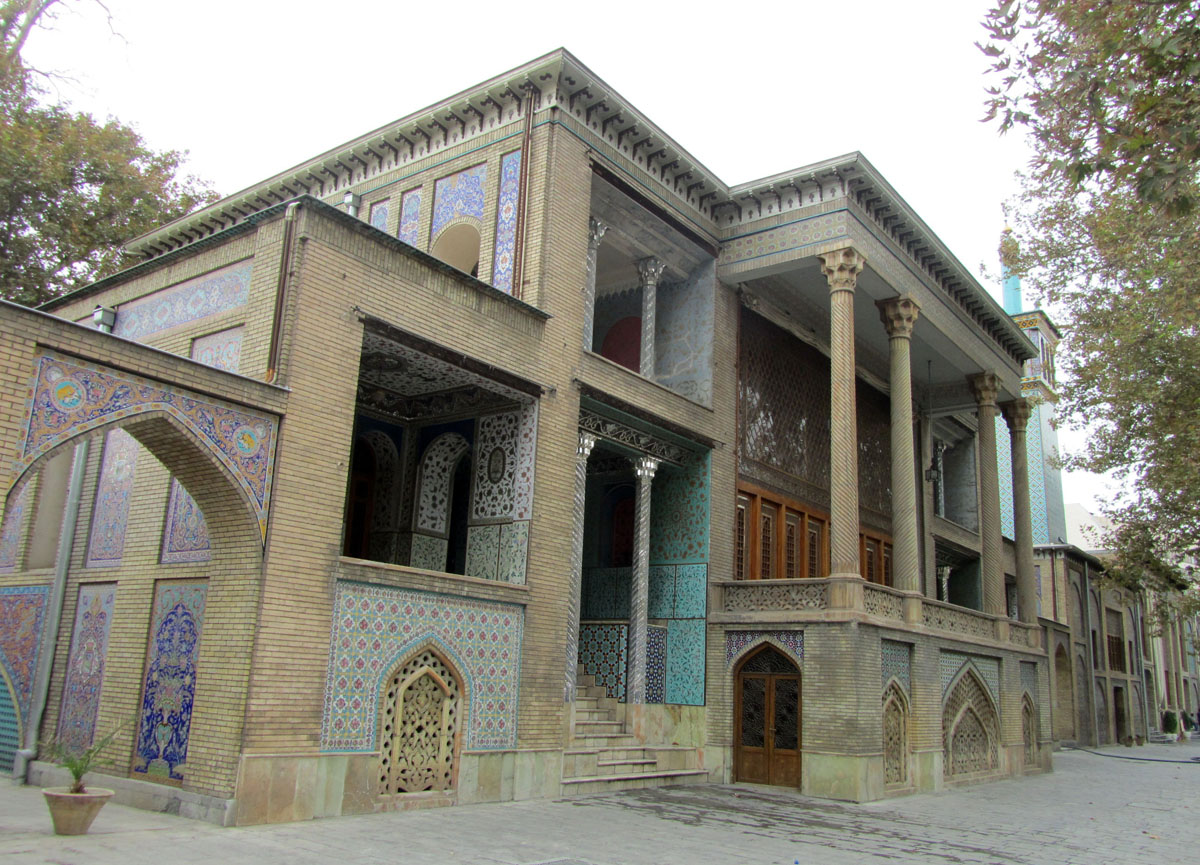
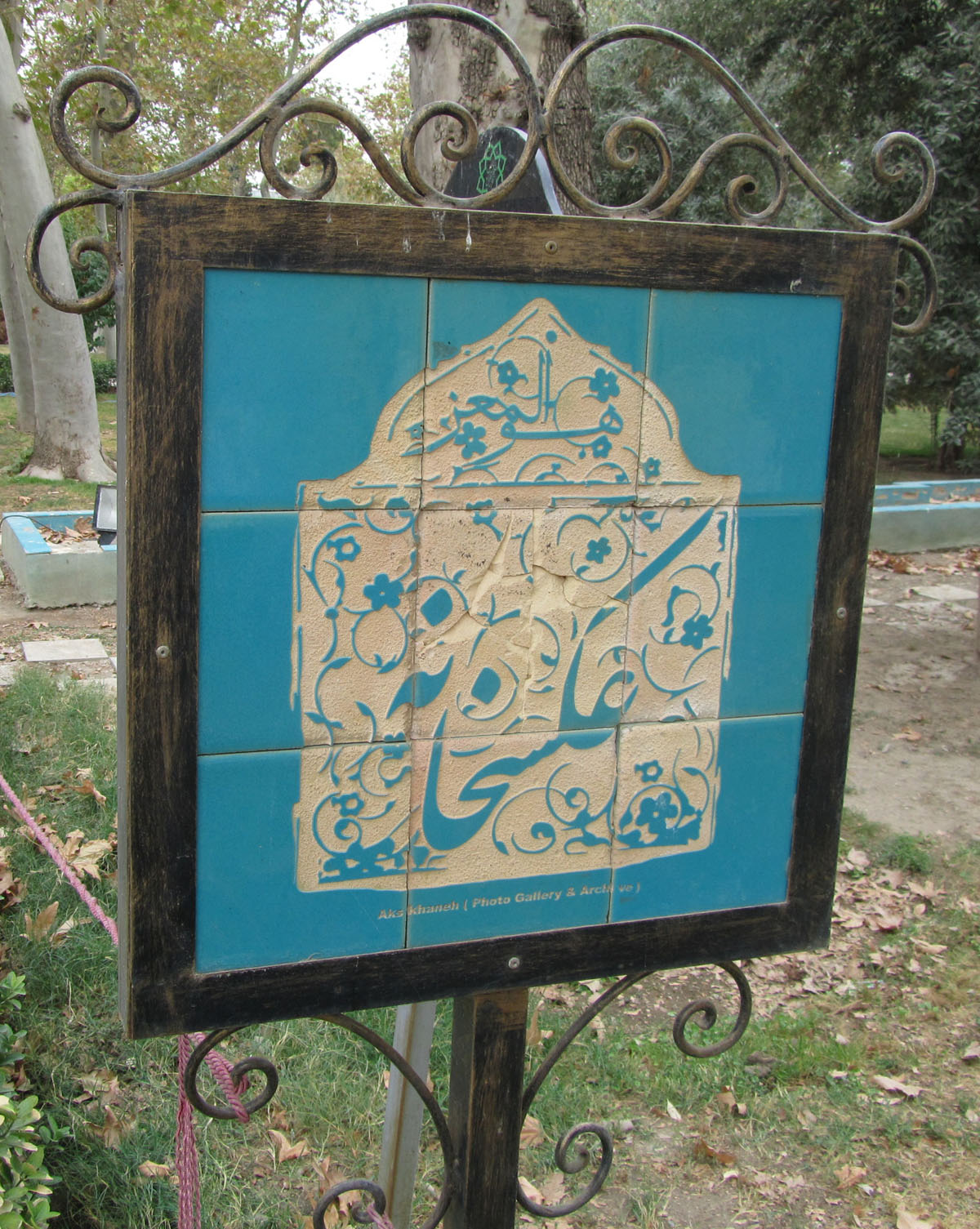
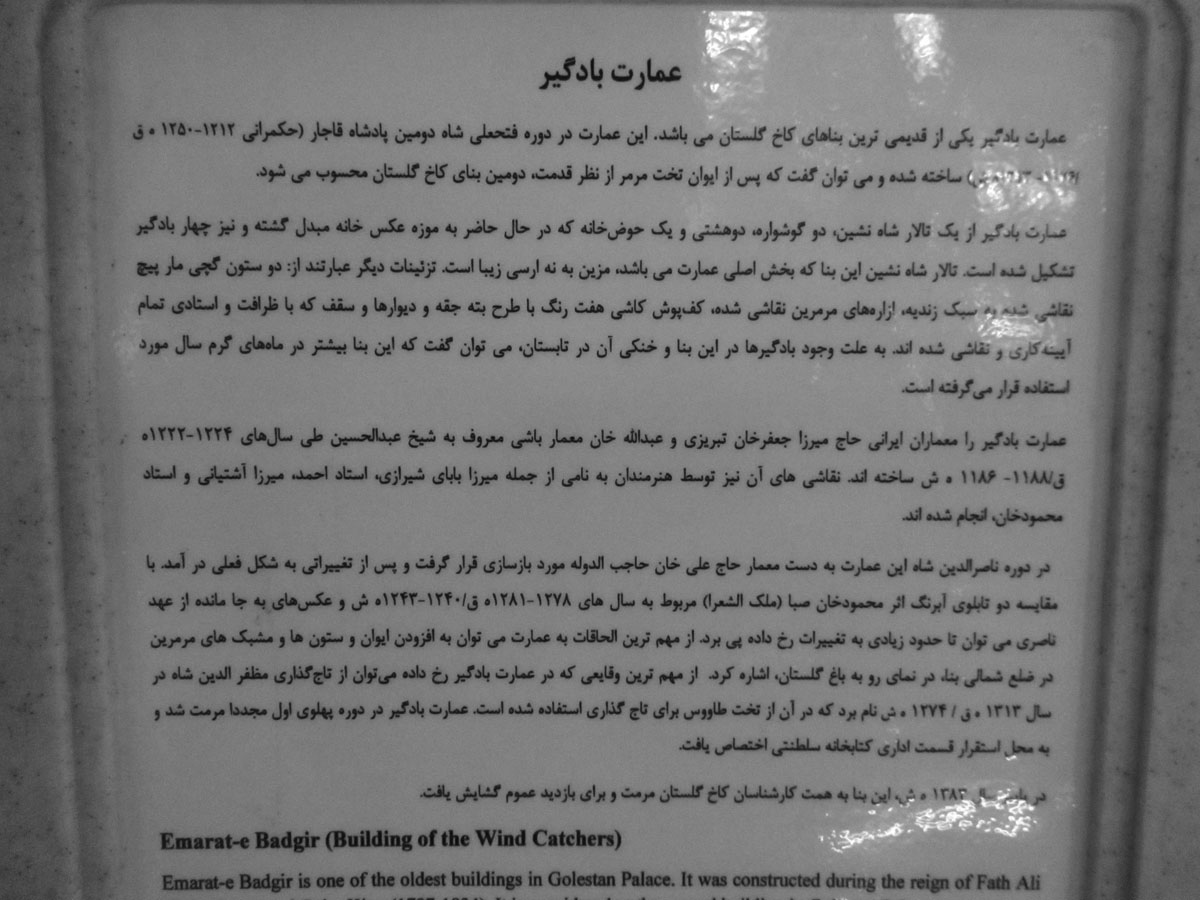
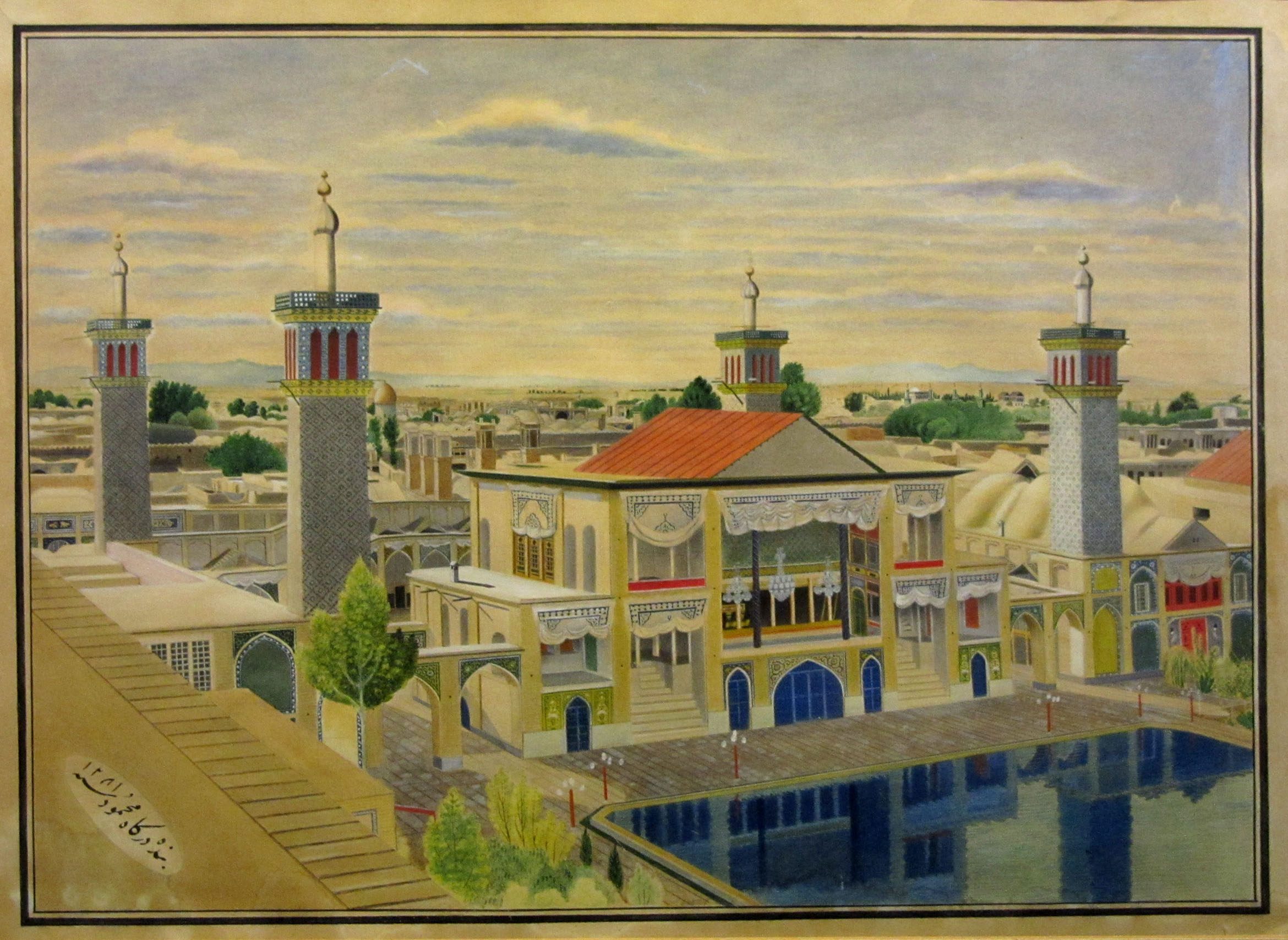
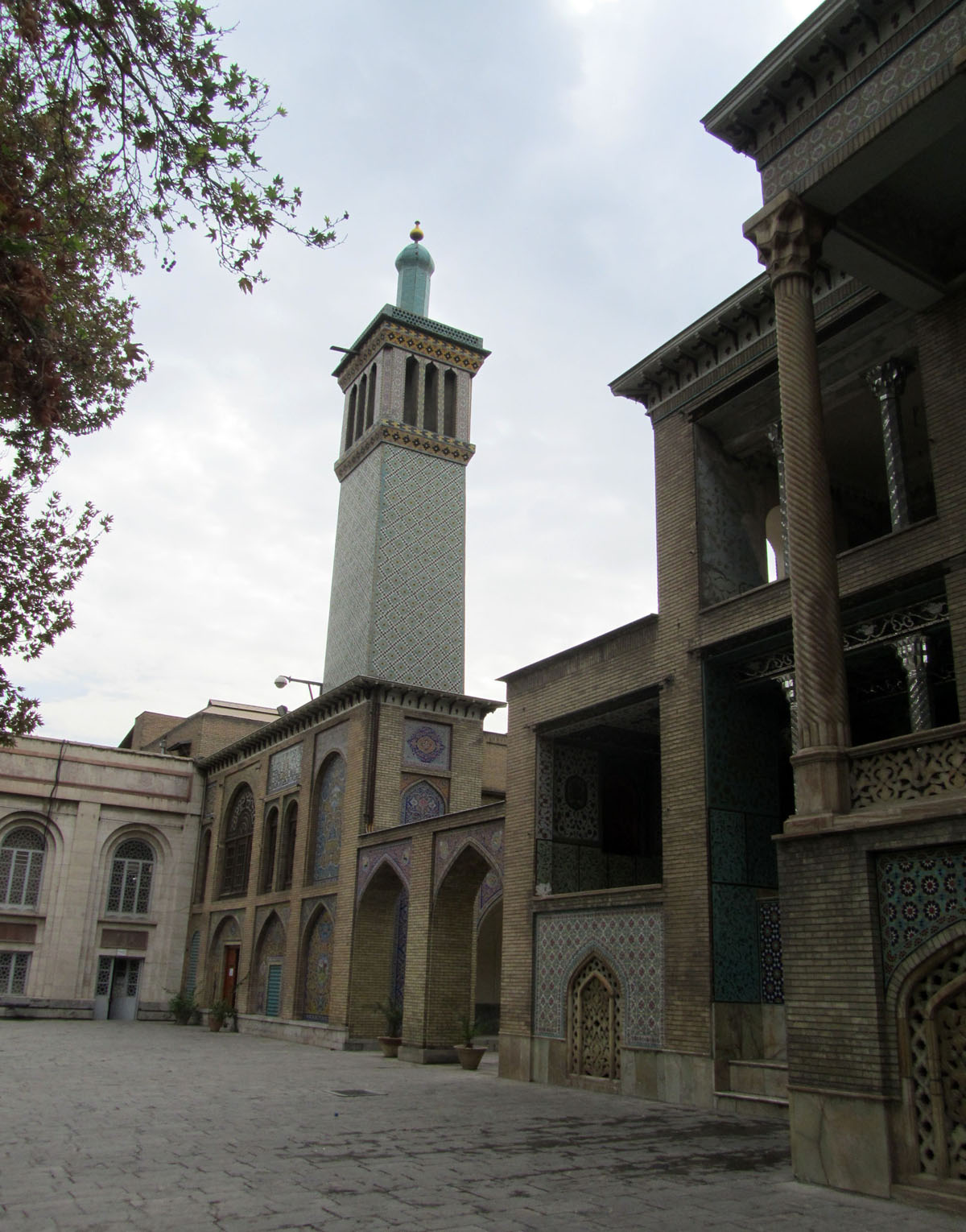
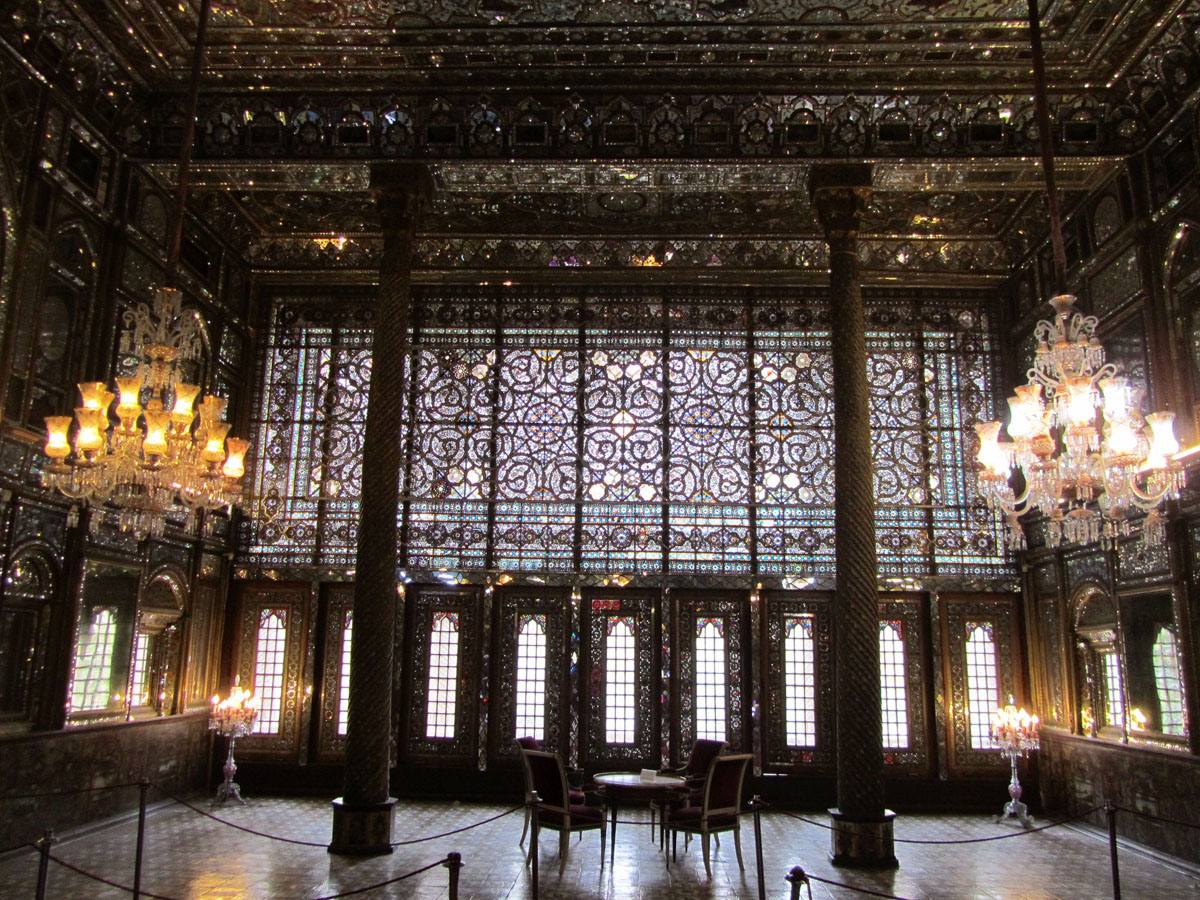
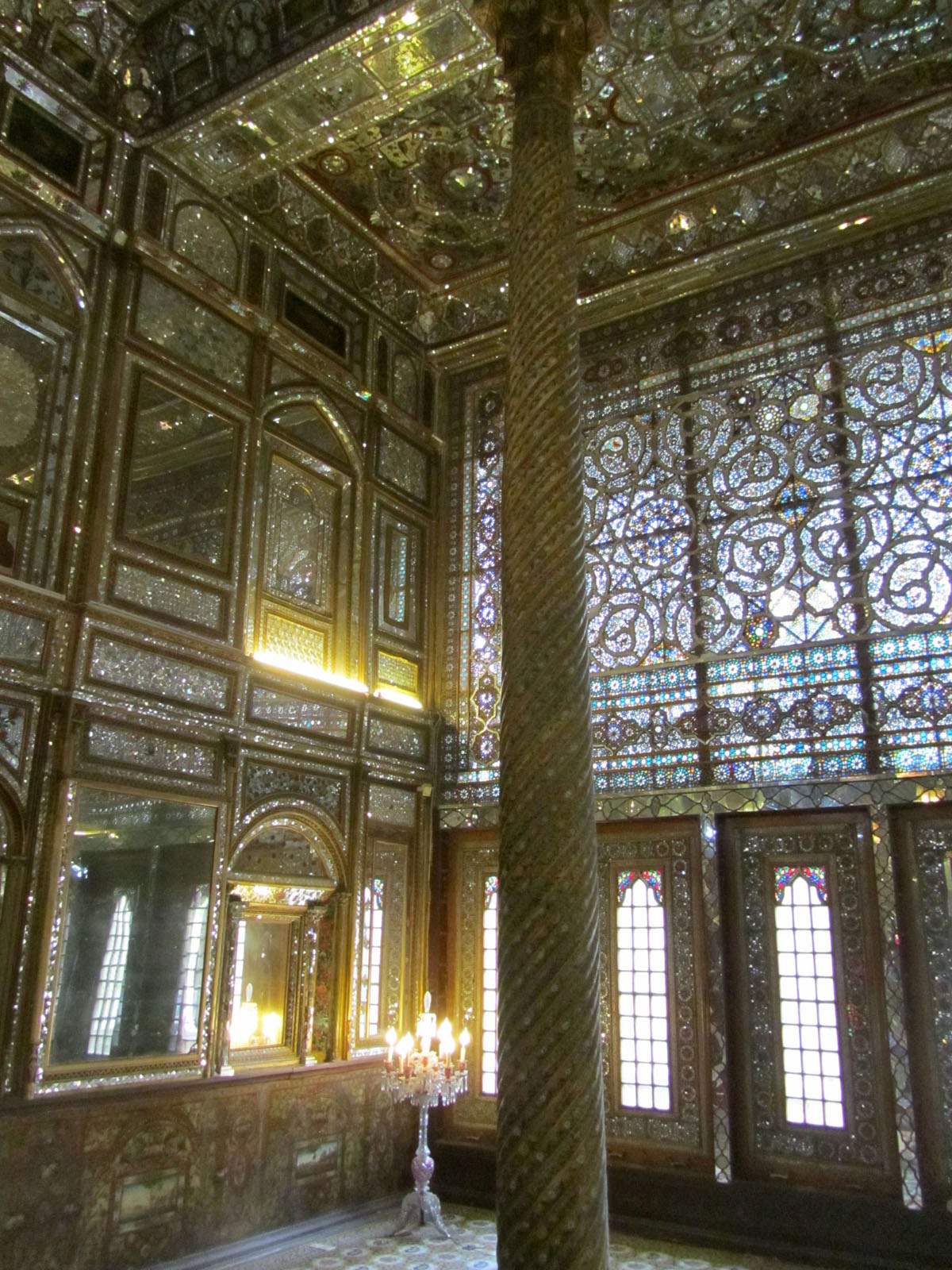
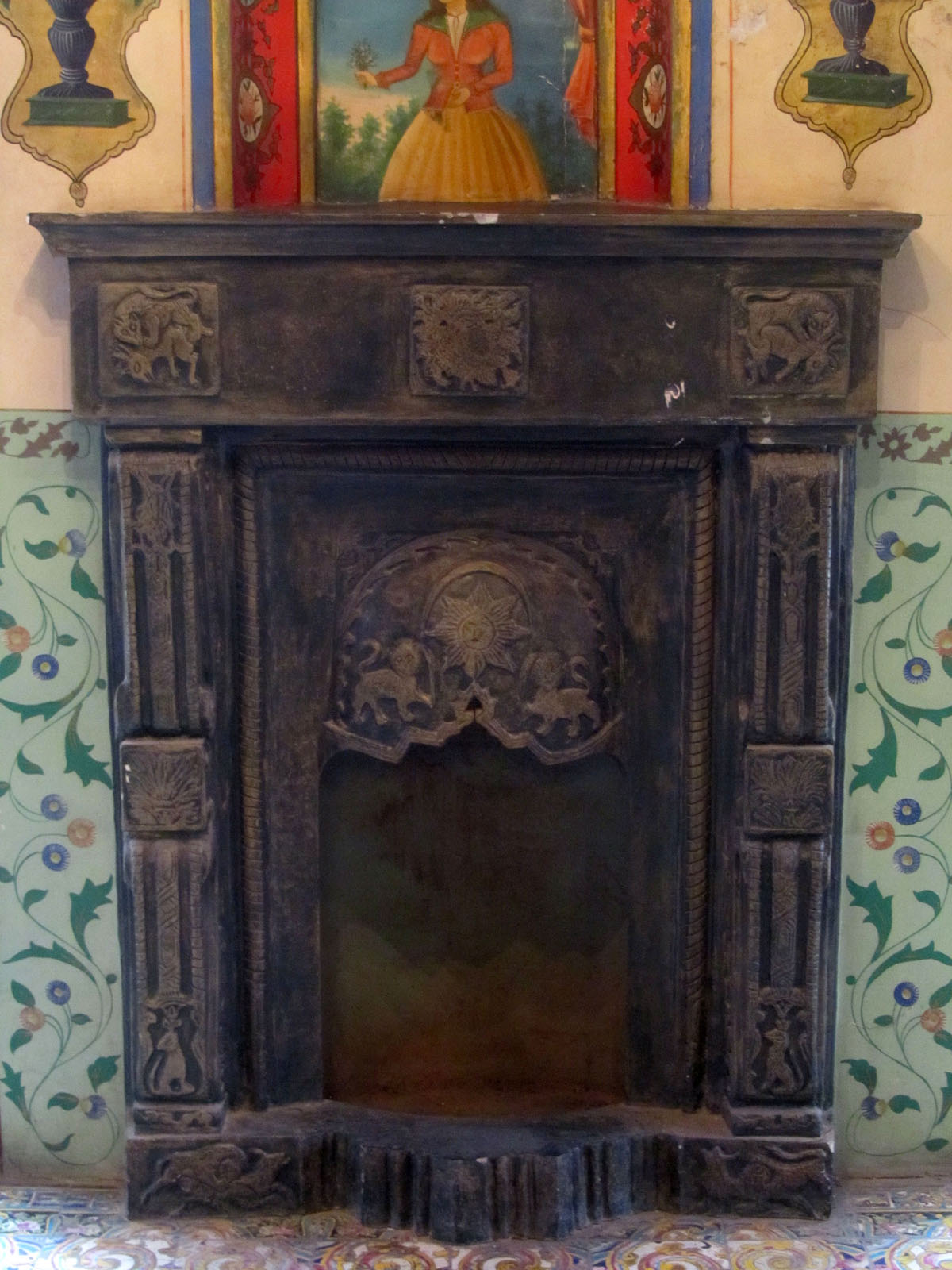
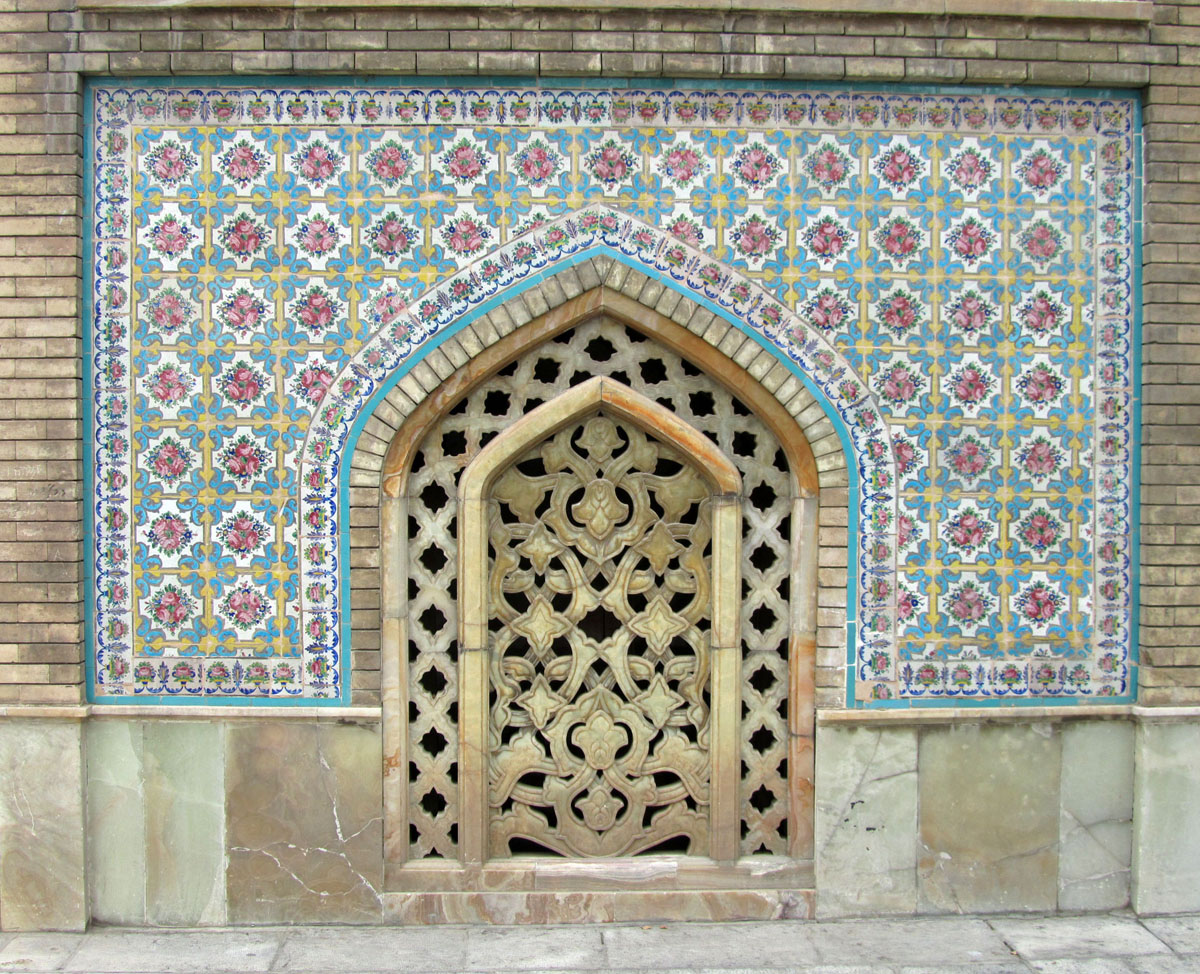
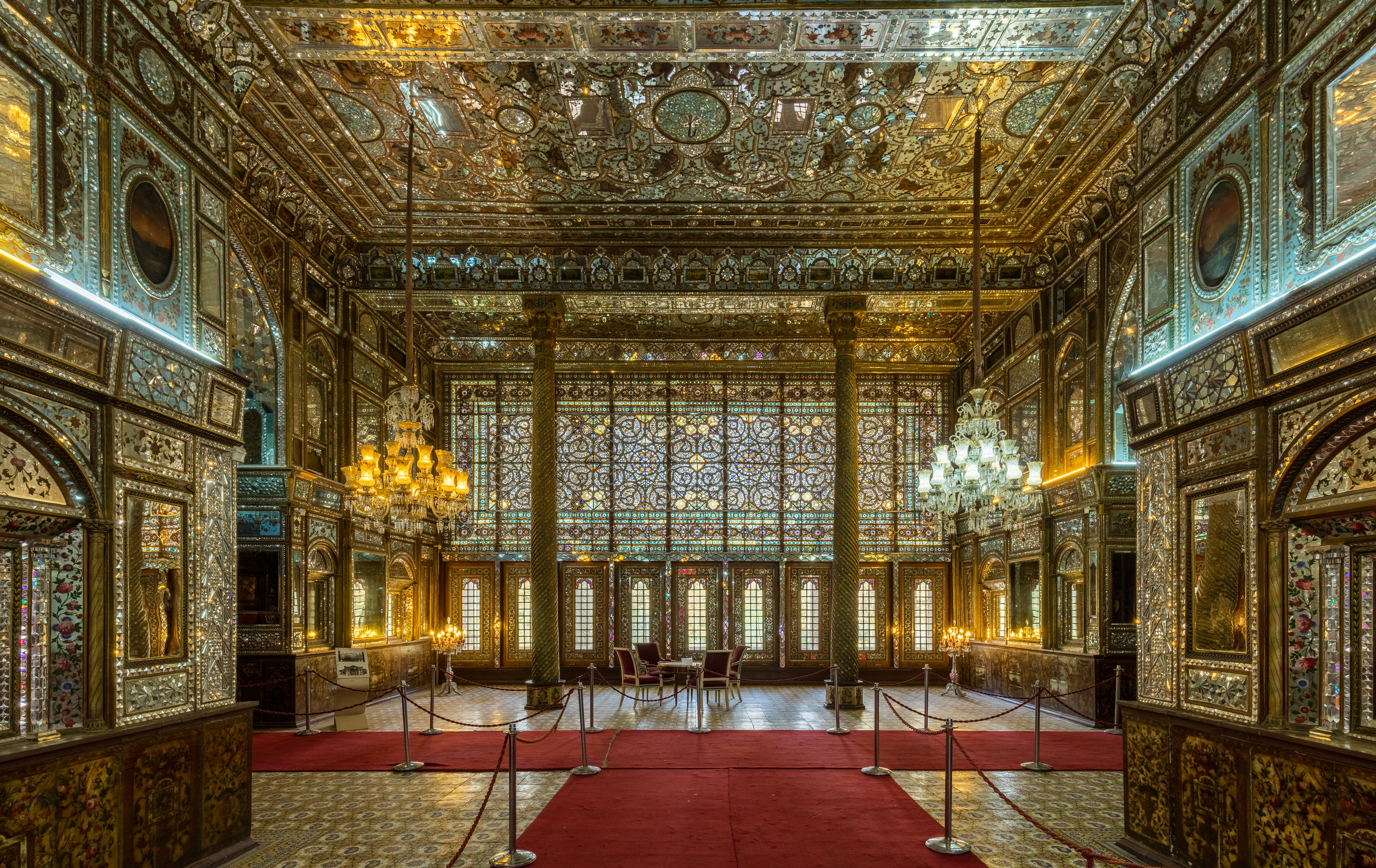
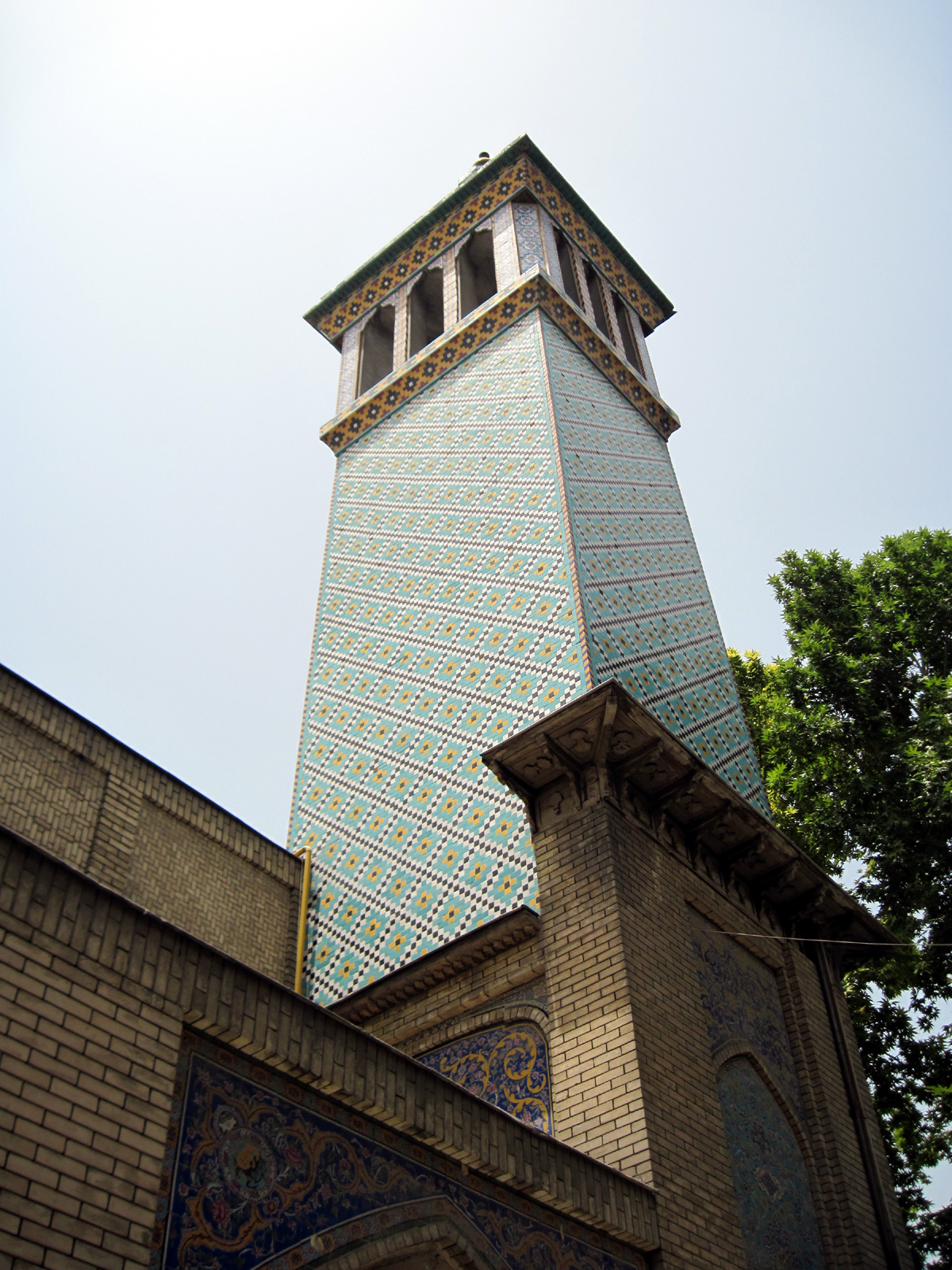
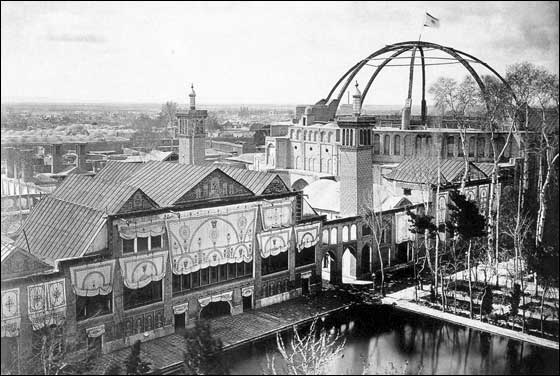
عمارت بادگیر در کنار تکیه دولت
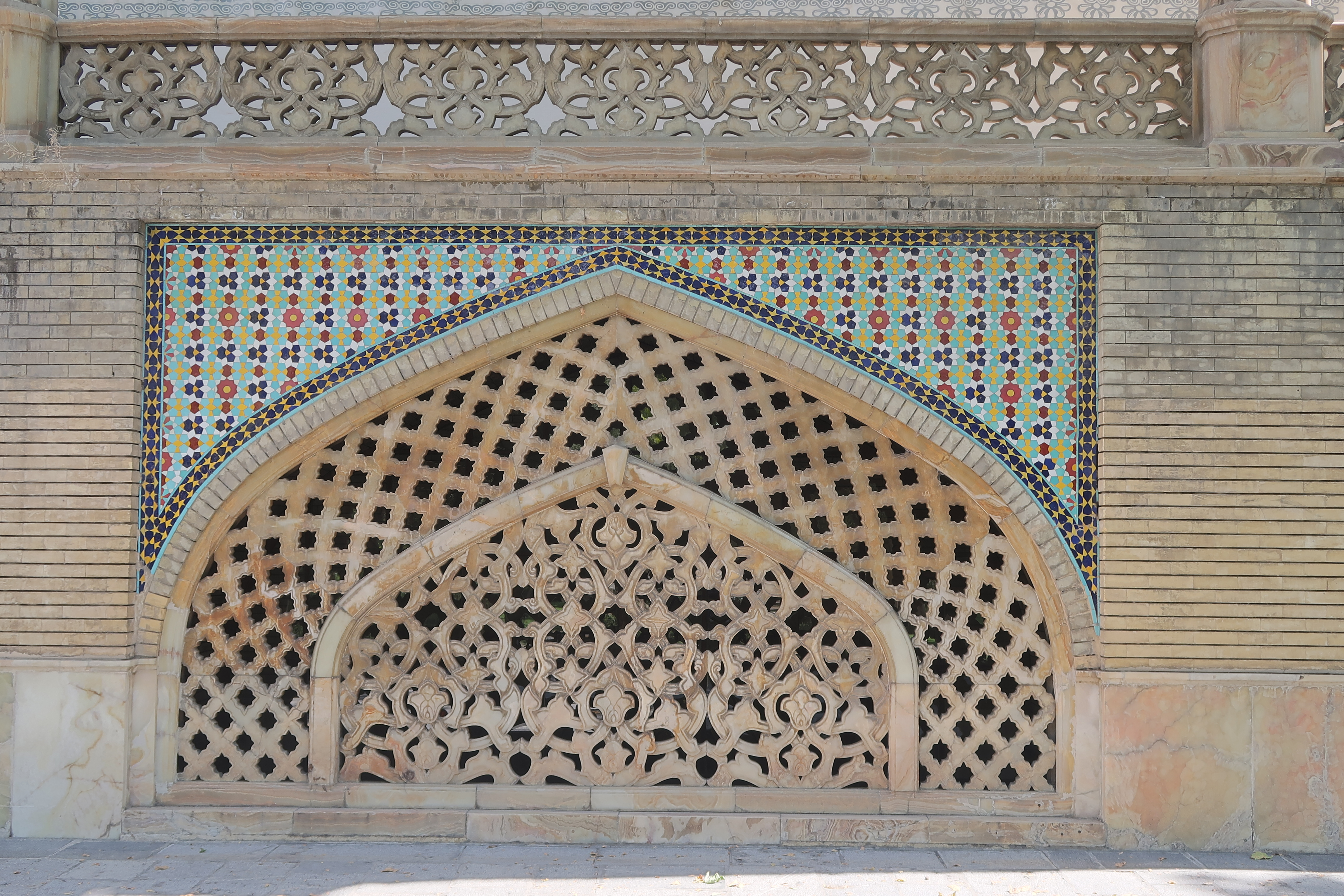
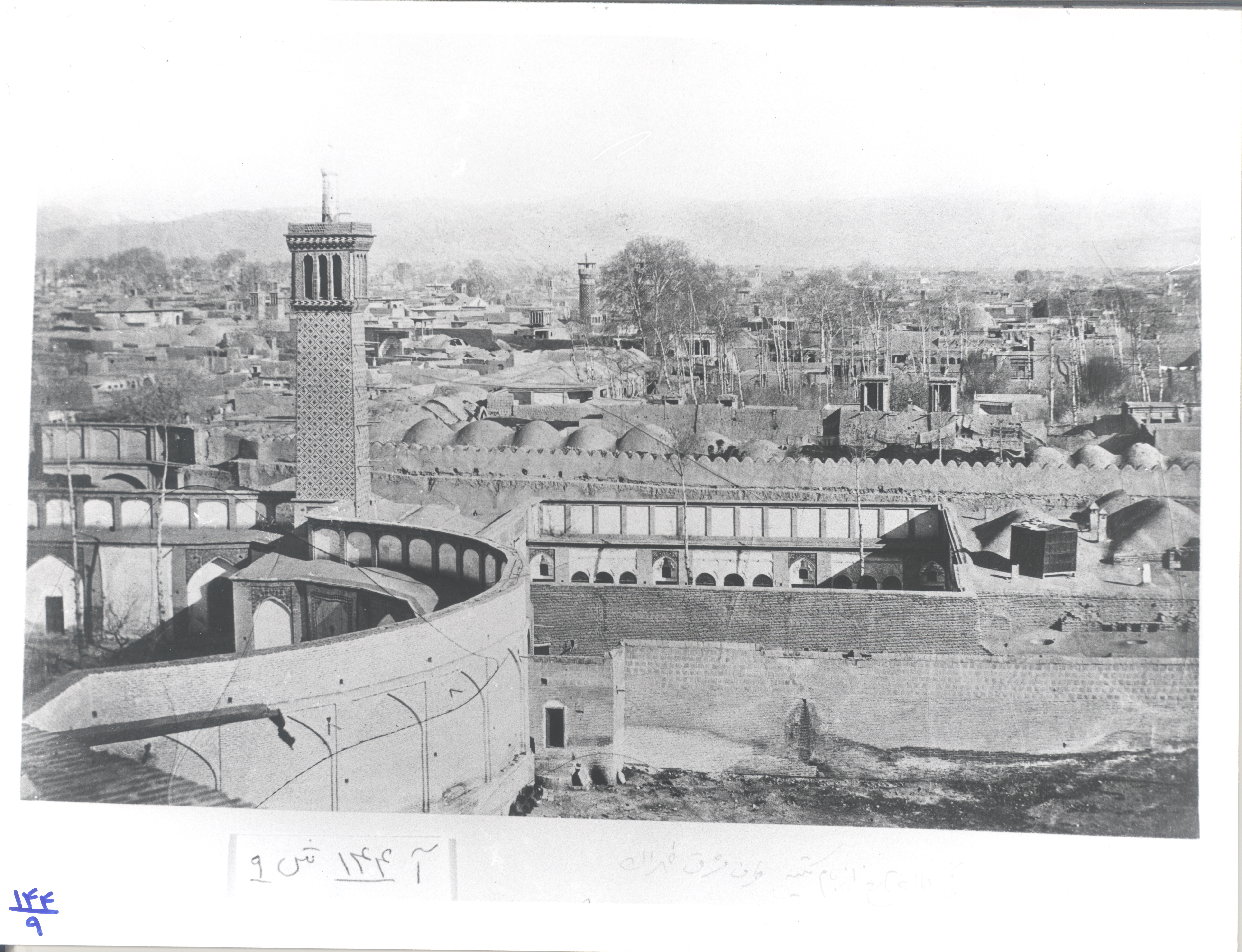
تصویر بادگیر کاخ گلستان و منظره شرق تهران
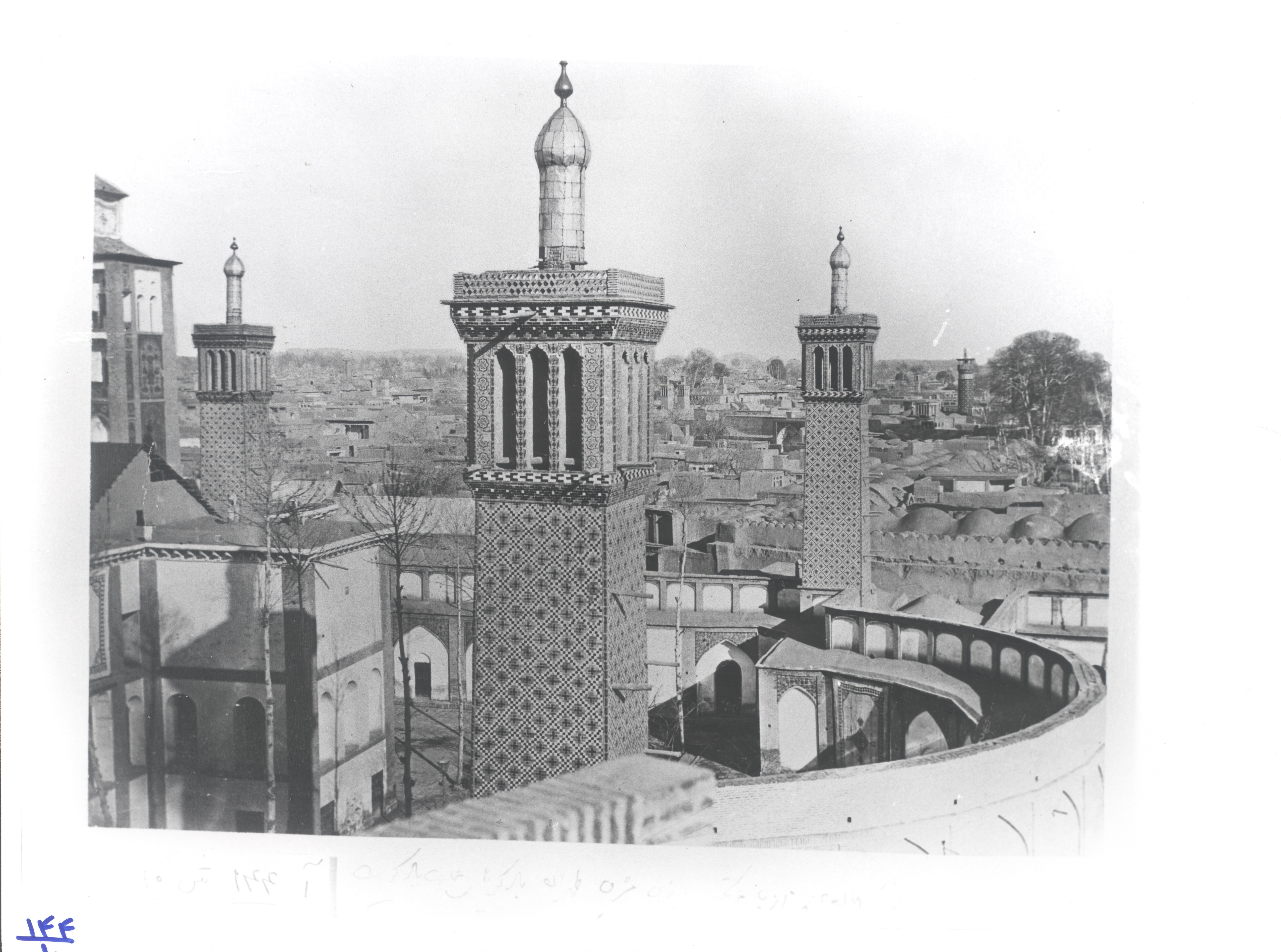
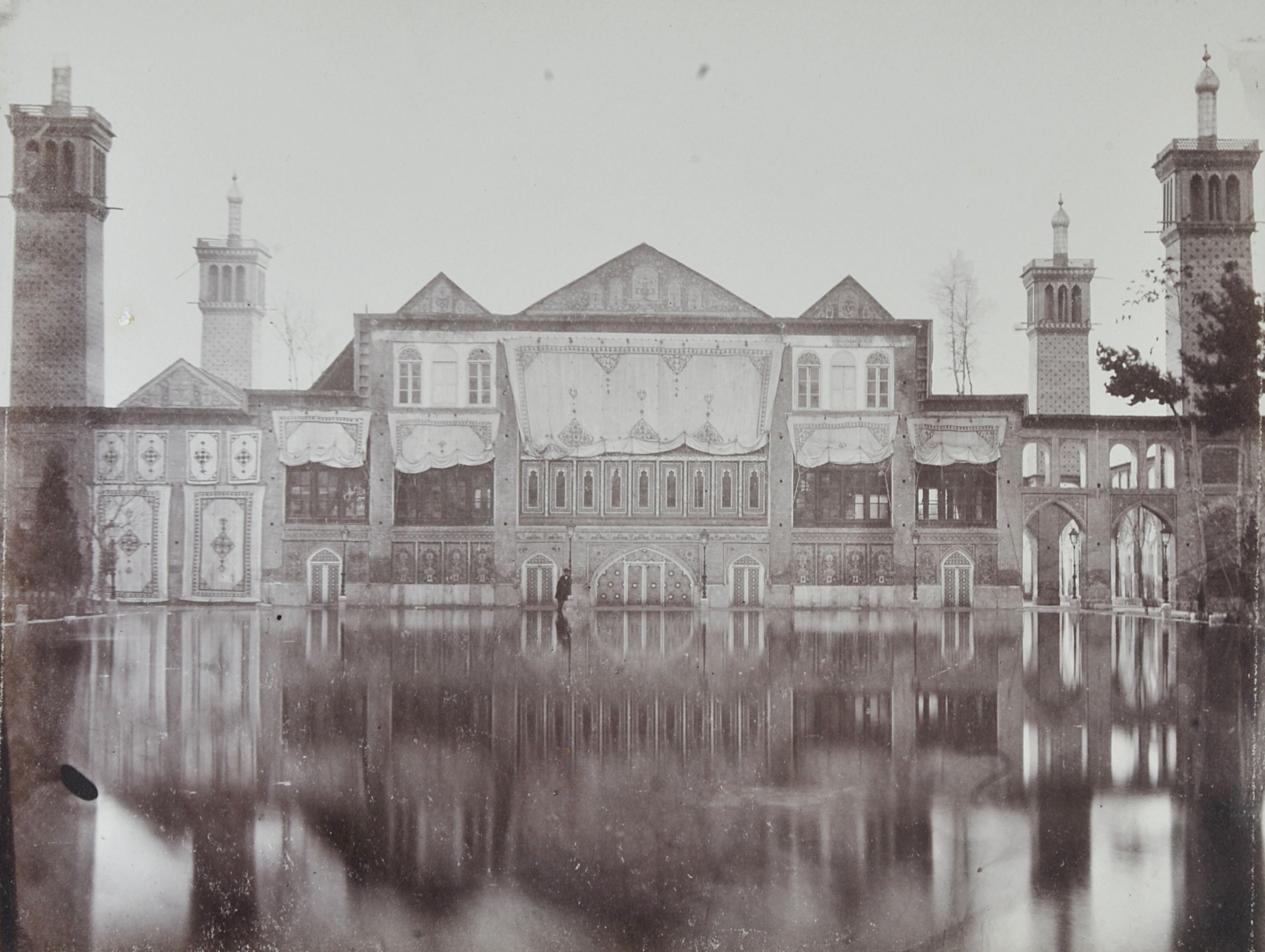